# La Genétouze (Vendée)
Ne pas confondre avec La Genétouze, commune de la Charente-Maritime.
Cet article possède un paronyme, voir La Geneytouse.
La Genétouze, dénommée « La Génétouze » avant février 2017, est une commune française située dans le département de la Vendée et la région des Pays de la Loire.

## Géographie
La Genétouze se situe dans le centre de la Vendée en Pays de la Loire, dont la ville principale est la ville de Nantes. À 15 km de La Roche-sur-Yon, La Genétouze est proche de la ville principale de la Vendée (La Roche-sur-Yon). Son code postal est le 85190.
Le territoire municipal de La Genétouze s’étend sur 1 330 hectares. L’altitude moyenne de la commune est de 73 mètres, avec des niveaux fluctuant entre 56 et 81 mètres,.
|         | Le Poiré-sur-Vie |                      |
| Aizenay | La Génétouze     | Mouilleron-le-Captif |
|         | Venansault       |                      |

### Climat
Pour des articles plus généraux, voir Climat des Pays de la Loire et Climat de la Vendée.
En 2010, le climat de la commune est de type climat océanique altéré, selon une étude du CNRS s'appuyant sur une série de données couvrant la période 1971-2000. En 2020, Météo-France publie une typologie des climats de la France métropolitaine dans laquelle la commune est exposée à un climat océanique et est dans la région climatique  Bretagne orientale et méridionale, Pays nantais, Vendée, caractérisée par une faible pluviométrie en été et une bonne insolation. 
Pour la période 1971-2000, la température annuelle moyenne est de 12,1 °C, avec une amplitude thermique annuelle de 13,7 °C. Le cumul annuel moyen de précipitations est de 839 mm, avec 12,4 jours de précipitations en janvier et 6,5 jours en juillet. Pour la période 1991-2020, la température moyenne annuelle observée sur la station météorologique de Météo-France la plus proche, sur la commune de La Roche-sur-Yon à 10 km à vol d'oiseau, est de 12,4 °C et le cumul annuel moyen de précipitations est de 885,5 mm,. Pour l'avenir, les paramètres climatiques de la commune estimés pour 2050 selon différents scénarios d'émission de gaz à effet de serre sont consultables sur un site dédié publié par Météo-France en novembre 2022.

## Urbanisme

### Typologie
Au 1er janvier 2024, La Genétouze est catégorisée bourg rural, selon la nouvelle grille communale de densité à sept niveaux définie par l'Insee en 2022.
Elle est située hors unité urbaine. Par ailleurs la commune fait partie de l'aire d'attraction de La Roche-sur-Yon, dont elle est une commune de la couronne,. Cette aire, qui regroupe 45 communes, est catégorisée dans les aires de 50 000 à moins de 200 000 habitants,.

### Occupation des sols
L'occupation des sols de la commune, telle qu'elle ressort de la base de données européenne d’occupation biophysique des sols Corine Land Cover (CLC), est marquée par l'importance des territoires agricoles (90,2 % en 2018), en diminution par rapport à 1990 (93,4 %). La répartition détaillée en 2018 est la suivante : 
terres arables (79 %), zones urbanisées (9,8 %), prairies (7 %), zones agricoles hétérogènes (4,2 %). L'évolution de l’occupation des sols de la commune et de ses infrastructures peut être observée sur les différentes représentations cartographiques du territoire : la carte de Cassini (XVIIIe siècle), la carte d'état-major (1820-1866) et les cartes ou photos aériennes de l'IGN pour la période actuelle (1950 à aujourd'hui).

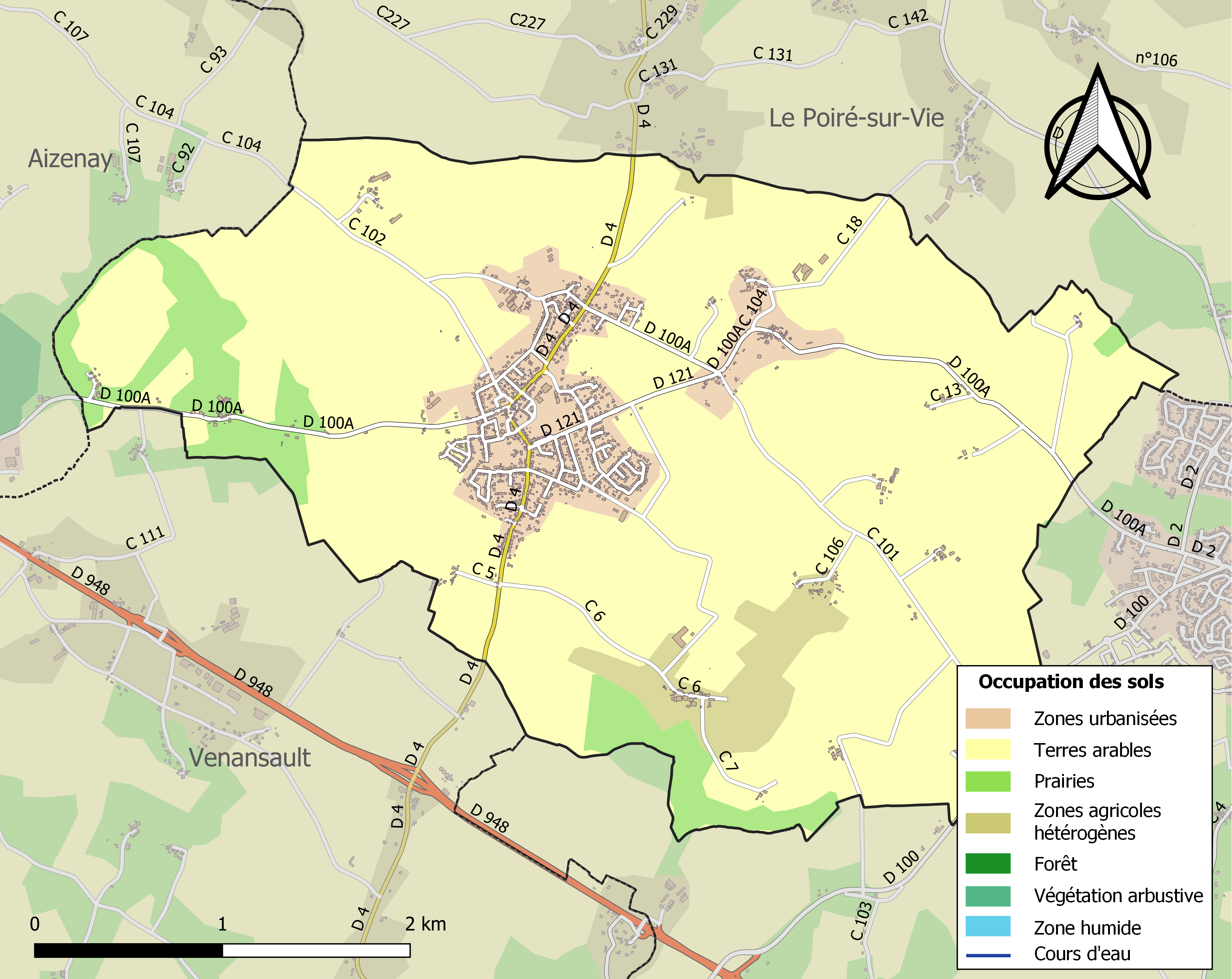
Carte des infrastructures et de l'occupation des sols de la commune en 2018 (CLC).

## Histoire
Terre durement marquée en 1793 par le général Turreau connu pour avoir organisé des massacres durant les trois guerres consécutives de Vendée, lui et ses hommes causent des massacres de dizaines de milliers de Vendéens et ravagent le pays. Il poursuivit ensuite une carrière de haut fonctionnaire, en devenant ambassadeur aux États-Unis.
De nos jours La Genétouze est actuellement en plein développement, notamment avec la construction d'une boulangerie, d'un mini-marché, d'une bibliothèque et de nouveaux lotissements.
Sa population a été multipliée par trois en vingt ans, pour atteindre 1 636 habitants.
Cette commune tournée vers la nature offre de nombreux espaces verts et circuits de randonnée, permettant de découvrir l’histoire de La Genétouze : l’abbaye du Lieu-Dieu (XIIe siècle) ou la chapelle Sainte-Radégonde construite au milieu de la campagne.

## Toponymie
Le toponyme La Genétouze a connu une évolution au fil des siècles,, :
- Genetoza au XIVe siècle ;
- de Genestosa au XVIe siècle ;
- Genestouza et La Genetouse au XVIIe siècle (Pouillé d’Alliot) ;
- La Genétouze au XVIIIe siècle ;
- La Genetouze sous la Révolution (1793) et sous le Consulat (1801) ;
- La Génétouze au cours du XIXe siècle ;
- La Genétouze depuis le 10 février 2017.

Le nom de la commune proviendrait du latin genista (« genêt » en français) et du suffixe -osa marquant l’abondance. Par décret du 7 février 2017, à la suite d’une délibération du conseil municipal du 14 janvier 2015, le nom de la commune change en « La Genétouze » (dénomination usuelle) à compter du 10 février 2017. Les habitants de la commune sont appelés les Genétouziens.
En poitevin, la commune est appelée La Jhenétouse et ses habitants sont surnommés lés Jhenots.

## Héraldique
| Blason | Blasonnement : D'azur aux deux crosses d'argent passées en sautoir, cantonnées de quatre fleurs de lys d'or, au chef cousu de gueules chargé d'une mitre aussi d'argent accostée de deux léopards affrontés aussi d'or. |

## Population et société

### Démographie

#### Évolution démographique
L'évolution du nombre d'habitants est connue à travers les recensements de la population effectués dans la commune depuis 1800. Pour les communes de moins de 10 000 habitants, une enquête de recensement portant sur toute la population est réalisée tous les cinq ans, les populations de référence des années intermédiaires étant quant à elles estimées par interpolation ou extrapolation. Pour la commune, le premier recensement exhaustif entrant dans le cadre du nouveau dispositif a été réalisé en 2004.

En 2022, la commune comptait 1 963 habitants, en évolution de +3,04 % par rapport à 2016 (Vendée : +5,33 %, France hors Mayotte : +2,11 %).
| 1800 | 1806 | 1821 | 1831 | 1836 | 1841 | 1846 | 1851 | 1856 |
| ---- | ---- | ---- | ---- | ---- | ---- | ---- | ---- | ---- |
| 334  | 412  | 435  | 435  | 432  | 469  | 480  | 488  | 488  |

| 1861 | 1866 | 1872 | 1876 | 1881 | 1886 | 1891 | 1896 | 1901 |
| ---- | ---- | ---- | ---- | ---- | ---- | ---- | ---- | ---- |
| 530  | 532  | 525  | 526  | 573  | 607  | 617  | 637  | 645  |

| 1906 | 1911 | 1921 | 1926 | 1931 | 1936 | 1946 | 1954 | 1962 |
| ---- | ---- | ---- | ---- | ---- | ---- | ---- | ---- | ---- |
| 665  | 665  | 610  | 600  | 591  | 572  | 569  | 554  | 584  |

| 1968 | 1975 | 1982  | 1990  | 1999  | 2004  | 2006  | 2009  | 2014  |
| ---- | ---- | ----- | ----- | ----- | ----- | ----- | ----- | ----- |
| 619  | 762  | 1 125 | 1 319 | 1 393 | 1 451 | 1 503 | 1 702 | 1 870 |

| 2019  | 2022  | - | - | - | - | - | - | - |
| ----- | ----- | - | - | - | - | - | - | - |
| 1 982 | 1 963 | - | - | - | - | - | - | - |

#### Pyramide des âges
En 2018, le taux de personnes d'un âge inférieur à 30 ans s'élève à 34,9 %, soit au-dessus de la moyenne départementale (31,6 %). À l'inverse, le taux de personnes d'âge supérieur à 60 ans est de 23,1 % la même année, alors qu'il est de 31,0 % au niveau départemental.
En 2018, la commune comptait 993 hommes pour 963 femmes, soit un taux de 50,77 % d'hommes, légèrement supérieur au taux départemental (48,84 %).
Les pyramides des âges de la commune et du département s'établissent comme suit.
| Hommes | Classe d’âge | Femmes |
| ------ | ------------ | ------ |
| 0,3    | 90 ou +      | 0,4    |
| 5,1    | 75-89 ans    | 5,8    |
| 16,6   | 60-74 ans    | 17,9   |
| 19,9   | 45-59 ans    | 20,9   |
| 21,3   | 30-44 ans    | 22,0   |
| 16,3   | 15-29 ans    | 13,1   |
| 20,6   | 0-14 ans     | 19,8   |

| Hommes | Classe d’âge | Femmes |
| ------ | ------------ | ------ |
| 0,8    | 90 ou +      | 2,2    |
| 8,7    | 75-89 ans    | 11,1   |
| 20,3   | 60-74 ans    | 21,3   |
| 20     | 45-59 ans    | 19,4   |
| 17,5   | 30-44 ans    | 16,8   |
| 15     | 15-29 ans    | 13,2   |
| 17,7   | 0-14 ans     | 16,1   |

## Monuments
- Église Notre-Dame-de-l'Assomption, du XIXe siècle
- Abbaye du Lieu-Dieu des moines de l'ordre de Saint-Norbert, du XIIe siècle
- Chapelle Sainte-Radégonde, du XIIe siècle

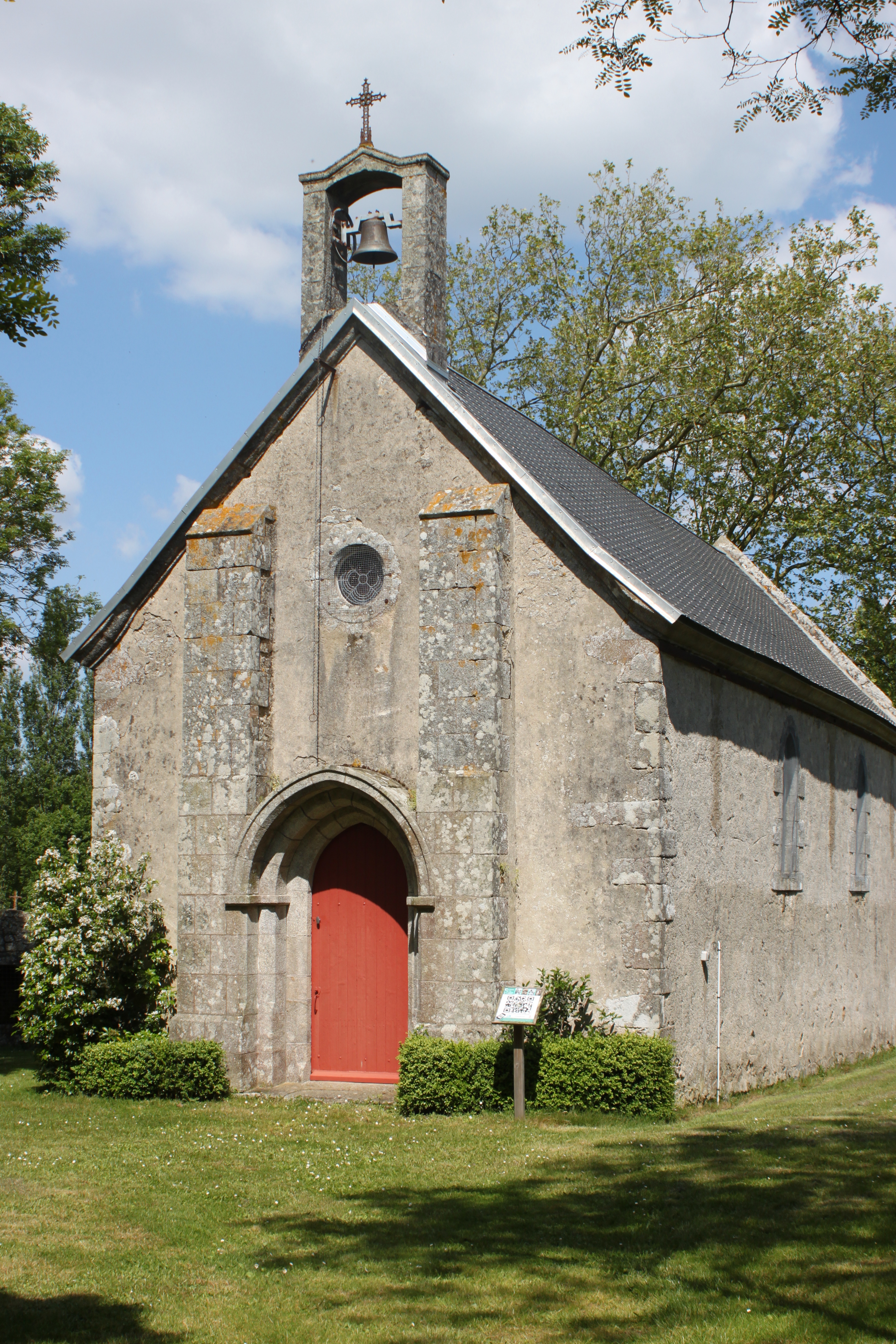
Chapelle Sainte-Radégonde.
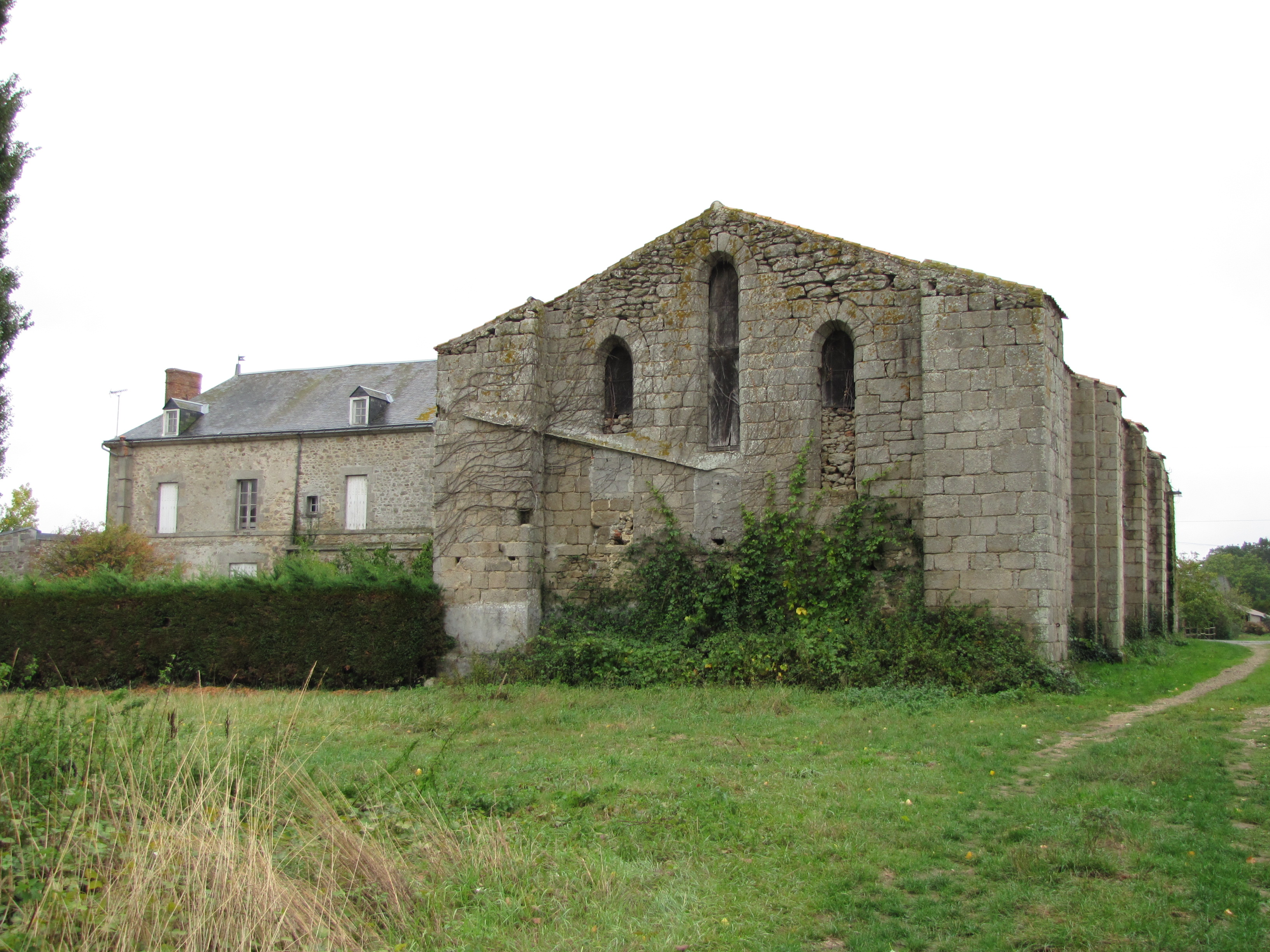
Monastère du Lieu-Dieu.
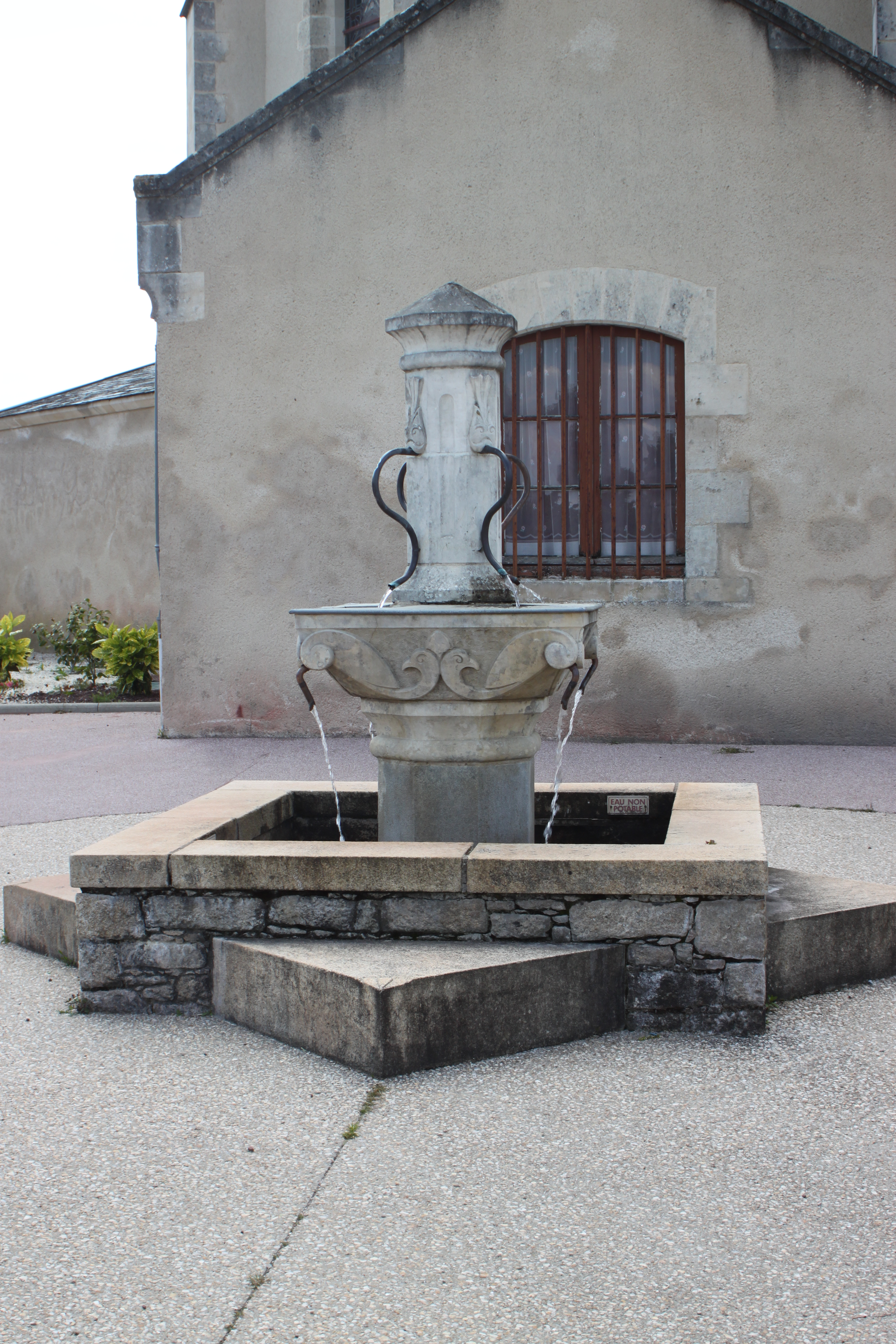
Fontaine de la place de l’Église.

## Identité visuelle
Présenté lors des vœux du maire de janvier 2014, le logotype actuel remplace une identité visuelle mise en place en 1990,.

Logotype (1990-2013).
Logotype (depuis 2014).